# Lee Ho
Lee Ho (Seül, Corea del Sud, 22 d'octubre de 1984) és un futbolista sud-coreà. Va disputar 24 partits amb la selecció sud-coreana.